# Cordelia Fine
Cordelia Fine (Toronto, 1975) es una neurocientífica, psicóloga, escritora británica nacida en Toronto, Canadá. Es profesora titular de Historia y Filosofía de la Ciencia en la Universidad de Melbourne, Australia. Fine ha escrito tres libros de divulgación científica sobre temas de cognición social, neurociencia y los mitos populares de las diferencias sexuales. Su último libro Testosterone Rex ganó el Royal Society Science Book Prize,  y  la medalla Woodward en Humanidades y Ciencias Sociales.2017. Es autora de varios capítulos de libros académicos y numerosas publicaciones académicas. Fine también es conocida por acuñar en 2008 el término 'neurosexismo', la afirmación de que los cerebros de los hombres y las mujeres son distintos, una idea que ella ha rebatido en sus libros y artículos, especialmente en Cuestión de sexos (2010).

## Educación
Cordelia Fine se educó en St George's School for Girls en Edimburgo. Se le concedió una licenciatura en Psicología Experimental con honores de primera clase de la Universidad de Oxford , una Maestría en Filosofía en Criminología de la Universidad de Cambridge y un Doctorado en Psicología de la University College London .